# Cerdistus divaricatus
Cerdistus divaricatus är en tvåvingeart som först beskrevs av White 1918.  Cerdistus divaricatus ingår i släktet Cerdistus och familjen rovflugor. Inga underarter finns listade i Catalogue of Life.